# Bundestagswahlkreis Bottrop – Recklinghausen III
Der Bundestagswahlkreis Bottrop – Recklinghausen III (Wahlkreis 124; bis zur Bundestagswahl 2021 Wahlkreis 125) liegt in Nordrhein-Westfalen und umfasst die kreisfreie Stadt Bottrop sowie die Städte Gladbeck und Dorsten aus dem Kreis Recklinghausen. Der Wahlkreis umfasste bis 2002 stets nur Bottrop und Gladbeck.

## Wahlkreisgeschichte
| Wahl      | Wahlkreisname                    | Gebiet                     |
| --------- | -------------------------------- | -------------------------- |
| 1949      | 43 Gladbeck – Bottrop            | Bottrop, Gladbeck          |
| 1953–1961 | 102 Gladbeck – Bottrop           | Bottrop, Gladbeck          |
| 1965–1976 | 101 Bottrop – Gladbeck           | Bottrop, Gladbeck          |
| 1980–1998 | 95 Bottrop – Recklinghausen IV   | Bottrop, Gladbeck          |
| 2002–2009 | 126 Bottrop – Recklinghausen III | Bottrop, Gladbeck, Dorsten |
| 2013–2021 | 125 Bottrop – Recklinghausen III | Bottrop, Gladbeck, Dorsten |
| 2025–     | 124 Bottrop – Recklinghausen III | Bottrop, Gladbeck, Dorsten |

## Wahlkreisabgeordnete
| Wahl | Abgeordneter | Abgeordneter         | Partei | Stimmen in % |
| ---- | ------------ | -------------------- | ------ | ------------ |
| 1949 |              | Wilhelm Tenhagen     | SPD    | 35,6         |
| 1953 |              | Johann Harnischfeger | CDU    | 46,7         |
| 1957 | 50,8         | Johann Harnischfeger | CDU    |              |
| 1961 | 46,6         | Johann Harnischfeger | CDU    |              |
| 1965 |              | Johann Wuwer         | SPD    | 52,9         |
| 1969 | 57,2         | Johann Wuwer         | SPD    |              |
| 1972 | 64,7         | Johann Wuwer         | SPD    |              |
| 1976 | 60,0         | Johann Wuwer         | SPD    |              |
| 1980 |              | Franz-Josef Mertens  | SPD    | 59,9         |
| 1983 | 57,4         | Franz-Josef Mertens  | SPD    |              |
| 1987 | 58,2         | Franz-Josef Mertens  | SPD    |              |
| 1990 | 56,0         | Franz-Josef Mertens  | SPD    |              |
| 1994 |              | Dieter Grasedieck    | SPD    | 57,4         |
| 1998 | 63,2         | Dieter Grasedieck    | SPD    |              |
| 2002 | 57,6         | Dieter Grasedieck    | SPD    |              |
| 2005 | 56,0         | Dieter Grasedieck    | SPD    |              |
| 2009 |              | Michael Gerdes       | SPD    | 42,8         |
| 2013 | 45,8         | Michael Gerdes       | SPD    |              |
| 2017 | 36,8         | Michael Gerdes       | SPD    |              |
| 2021 | 39,1         | Michael Gerdes       | SPD    |              |
| 2025 |              | Nicklas Kappe        | CDU    | 31,7         |

## Wahlergebnisse

### Bundestagswahl 2025
| Kandidaten                                             | Kandidaten                 | Parteien/Listen       | Erststimmen | Erststimmen | Zweitstimmen | Zweitstimmen |
| Kandidaten                                             | Kandidaten                 | Parteien/Listen       | Stimmen     | %           | Stimmen      | %            |
| ------------------------------------------------------ | -------------------------- | --------------------- | ----------- | ----------- | ------------ | ------------ |
|                                                        | Dustin Tix                 | SPD                   | 46.276      | 29,5        | 36.280       | 23,1         |
|                                                        | Nicklas Kappegewählt im WK | CDU                   | 49.625      | 31,7        | 45.953       | 29,3         |
|                                                        | Peter Müller               | Bündnis 90/Die Grünen | 10.249      | 6,5         | 13.164       | 8,4          |
|                                                        | Andreas Bucksteeg          | FDP                   | 4.185       | 2,7         | 5.422        | 3,5          |
|                                                        | Markus Mellerke            | AfD                   | 32.869      | 21,0        | 32.770       | 20,9         |
|                                                        | Uwe Foullong               | Die Linke             | 8.927       | 5,7         | 10.512       | 6,7          |
|                                                        | Mike Glaß                  | Freie Wähler          | 1.810       | 1,2         | 862          | 0,5          |
|                                                        | –                          | Tierschutzpartei      | –           | –           | 2.471        | 1,6          |
|                                                        | –                          | dieBasis              | –           | –           | 238          | 0,2          |
|                                                        | Boris Benkhoff             | Die PARTEI            | 2.426       | 1,5         | 955          | 0,6          |
|                                                        | –                          | Todenhöfer            | –           | –           | 313          | 0,2          |
|                                                        | –                          | Volt                  | –           | –           | 661          | 0,4          |
|                                                        | Stefan Engel               | MLPD                  | 252         | 0,2         | 98           | 0,1          |
|                                                        | –                          | PdF                   | –           | –           | 246          | 0,2          |
|                                                        | –                          | Bündnis Deutschland   | –           | –           | 196          | 0,1          |
|                                                        | –                          | BSW                   | –           | –           | 6.710        | 4,3          |
|                                                        | –                          | MERA25                | –           | –           | 49           | 0,0          |
|                                                        | –                          | WerteUnion            | –           | –           | 77           | 0,0          |
| Gesamt                                                 | Gesamt                     | Gesamt                | 156.619     | 100         | 156.977      | 100          |
|                                                        |                            |                       |             |             |              |              |
| Ungültige Stimmen                                      | Ungültige Stimmen          | Ungültige Stimmen     | 1.340       | 0,8         | 982          | 0,6          |
| Wähler                                                 | Wähler                     | Wähler                | 157.959     | 80,9        | 157.959      | 80,9         |
| Wahlberechtigte                                        | Wahlberechtigte            | Wahlberechtigte       | 195.336     |             | 195.336      |              |
|                                                        |                            |                       |             |             |              |              |
| Quellen: Die Bundeswahlleiterin, Kandidaten – Ergebnis |                            |                       |             |             |              |              |

### Bundestagswahl 2021

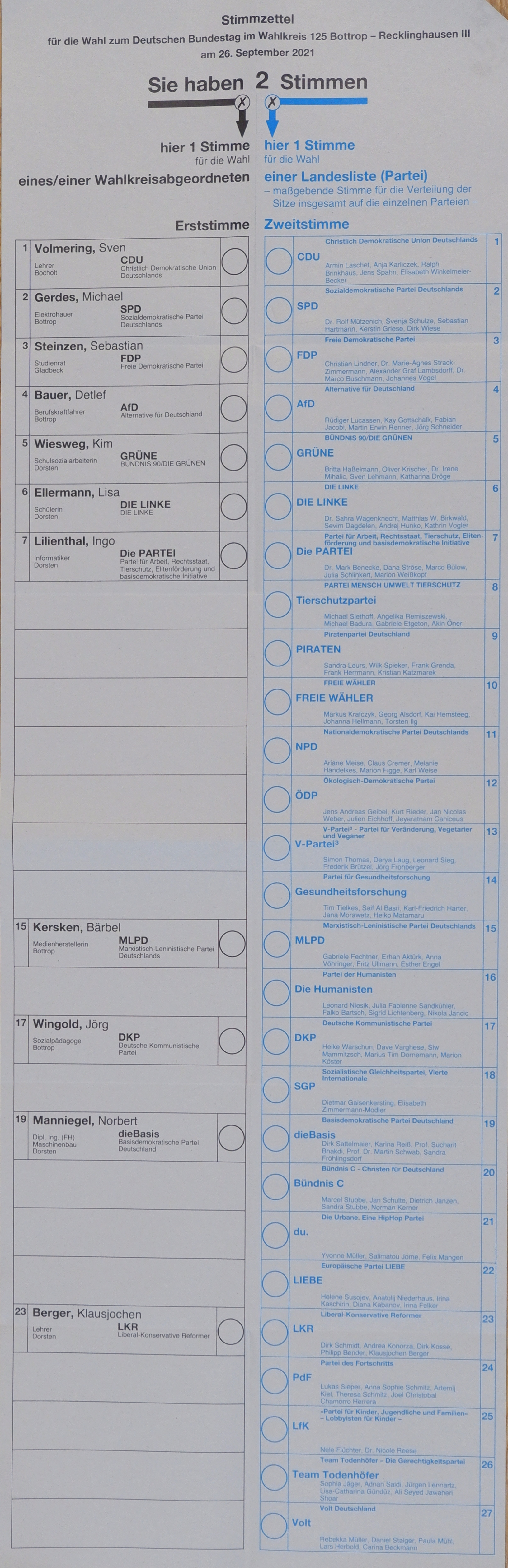
Stimmzettel zur Bundestagswahl 2021

| Kandidaten                                            | Kandidaten                  | Parteien/Listen      | Erststimmen | Erststimmen | Zweitstimmen | Zweitstimmen |
| Kandidaten                                            | Kandidaten                  | Parteien/Listen      | Stimmen     | %           | Stimmen      | %            |
| ----------------------------------------------------- | --------------------------- | -------------------- | ----------- | ----------- | ------------ | ------------ |
|                                                       | Sven Volmering              | CDU                  | 39.834      | 27,0        | 36.814       | 24,9         |
|                                                       | Michael Gerdesgewählt im WK | SPD                  | 57.560      | 39,1        | 51.637       | 35,0         |
|                                                       | Sebastian Steinzen          | FDP                  | 11.352      | 7,7         | 14.647       | 9,9          |
|                                                       | Detlef Bauer                | AfD                  | 14.075      | 9,6         | 13.899       | 9,4          |
|                                                       | Kim Wiesweg                 | GRÜNE                | 15.144      | 10,3        | 16.434       | 11,1         |
|                                                       | Lisa Ellermann              | DIE LINKE            | 3.887       | 2,6         | 4.484        | 3,0          |
|                                                       | Ingo Lilienthal             | Die PARTEI           | 3.283       | 2,2         | 1.757        | 1,2          |
|                                                       | –                           | Tierschutzpartei     | –           | –           | 2.536        | 1,7          |
|                                                       | –                           | PIRATEN              | –           | –           | 526          | 0,4          |
|                                                       | –                           | FREIE WÄHLER         | –           | –           | 661          | 0,4          |
|                                                       | –                           | NPD                  | –           | –           | 150          | 0,1          |
|                                                       | –                           | ÖDP                  | –           | –           | 200          | 0,1          |
|                                                       | –                           | V-Partei³            | –           | –           | 89           | 0,1          |
|                                                       | –                           | Gesundheitsforschung | –           | –           | 200          | 0,1          |
|                                                       | Bärbel Kersken              | MLPD                 | 108         | 0,1         | 78           | 0,1          |
|                                                       | –                           | Die Humanisten       | –           | –           | 85           | 0,1          |
|                                                       | Jörg Wingold                | DKP                  | 514         | 0,3         | 236          | 0,2          |
|                                                       | –                           | SGP                  | –           | –           | 17           | 0,0          |
|                                                       | Norbert Manniegel           | dieBasis             | 1.373       | 0,9         | 1.048        | 0,7          |
|                                                       | –                           | Bündnis C            | –           | –           | 31           | 0,0          |
|                                                       | –                           | du.                  | –           | –           | 76           | 0,1          |
|                                                       | –                           | LIEBE                | –           | –           | 232          | 0,2          |
|                                                       | Klausjochen Berger          | LKR                  | 226         | 0,2         | 81           | 0,1          |
|                                                       | –                           | PdF                  | –           | –           | 50           | 0,0          |
|                                                       | –                           | LfK                  | –           | –           | 152          | 0,1          |
|                                                       | –                           | Team Todenhöfer      | –           | –           | 1.246        | 0,8          |
|                                                       | –                           | Volt                 | –           | –           | 257          | 0,2          |
| Gesamt                                                | Gesamt                      | Gesamt               | 147.356     | 100         | 147.623      | 100          |
|                                                       |                             |                      |             |             |              |              |
| Ungültige Stimmen                                     | Ungültige Stimmen           | Ungültige Stimmen    | 1.378       | 0,9         | 1.111        | 0,7          |
| Wähler                                                | Wähler                      | Wähler               | 148.734     | 74,6        | 148.734      | 74,6         |
| Wahlberechtigte                                       | Wahlberechtigte             | Wahlberechtigte      | 199.344     |             | 199.344      |              |
|                                                       |                             |                      |             |             |              |              |
| Quellen: Die Bundeswahlleiterin, Kandidaten – Stimmen |                             |                      |             |             |              |              |

### Bundestagswahl 2017
Amtliches Ergebnis der Bundestagswahl 2017:
| Direktkandidat      | Partei                            | Erststimmen in % | Zweitstimmen in % |
| ------------------- | --------------------------------- | ---------------- | ----------------- |
| Sven Volmering      | CDU                               | 33,6             | 29,9              |
| Michael Gerdes      | SPD                               | 36,8             | 31,2              |
| Tristian Zielinski  | FDP                               | 6,5              | 10,5              |
| Andrea Swoboda      | Bündnis 90/Die Grünen             | 4,4              | 4,8               |
| David Sperl         | Die Linke.                        | 6,3              | 6,8               |
| -                   | PIRATEN                           | -                | 0,4               |
| -                   | ödp                               | -                | 0,2               |
| Mazhar Hasan Alias  | MLPD                              | 0,2              | 0,1               |
| Alfred Stegemann    | AfD / Alternative für Deutschland | 11,8             | 12,4              |
| Gerhard Horst Dorka | DKP                               | 0,5              | 0,2               |

### Bundestagswahl 2013
Amtliches Ergebnis der Bundestagswahl 2013:
| Direktkandidat            | Partei                            | Erststimmen in % | Zweitstimmen in % |
| ------------------------- | --------------------------------- | ---------------- | ----------------- |
| Sven Volmering            | CDU                               | 36,5             | 34,83             |
| Michael Gerdes            | SPD                               | 45,78            | 40,14             |
| Sebastian Steinzen        | FDP                               | 1,62             | 3,48              |
| Elke Marita Stuckel-Lotz  | Bündnis 90/Die Grünen             | 3,61             | 5,46              |
| Friedrich-Wilhelm Zachraj | Die Linke.                        | 5,36             | 6,25              |
| Hans Peter Winkelmann     | PIRATEN                           | 2,47             | 2,07              |
| Marianne Dominas          | ödp                               | 0,67             | 0,32              |
| Petra Braun               | MLPD                              | 0,23             | 0,1               |
| Franz-Josef Ferme         | AfD / Alternative für Deutschland | 3,76             | 4,12              |
| -                         | Sonstige                          | -                | -                 |

### Bundestagswahl 2009

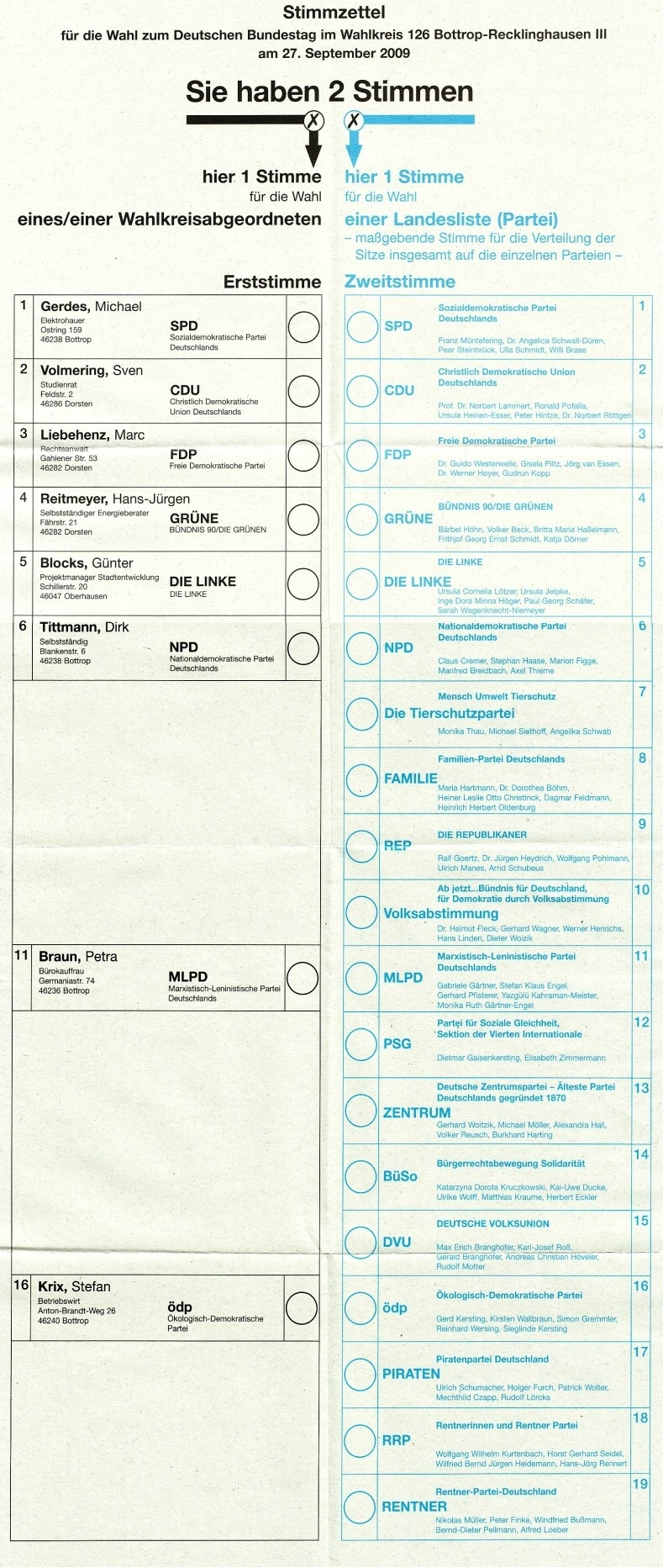
Stimmzettel zur Bundestagswahl 2009, Wahlkreis 126: Bottrop-Recklinghausen III (Gladbeck und Dorsten)

| Direktkandidat        | Partei     | Erststimmen | Zweitstimmen |
| --------------------- | ---------- | ----------- | ------------ |
| Michael Gerdes        | SPD        | 42,8 %      | 37,1 %       |
| Sven Volmering        | CDU        | 32,9 %      | 28,7 %       |
| Marc Liebehenz        | FDP        | 6,6 %       | 11,0 %       |
| Hans-Jürgen Reitmeyer | GRÜNE      | 5,7 %       | 7,0 %        |
| Günter Blocks         | Die Linke. | 9,4 %       | 10,6 %       |
| Dirk Tittmann         | NPD        | 1,6 %       | 1,2 %        |
| Stefan Krix           | ödp        | 0,8 %       | 0,3 %        |
| Petra Braun           | MLPD       | 0,2 %       | 0,1 %        |
| -                     | PIRATEN    | -           | 1,5 %        |
| Sonstige              | Sonstige   | -           | 2,3 %        |